# Алексис, Жак-Стефен
Жак-Стефен Алексис (фр. Jacques Stéphen Alexis, 22 апреля 1922, Гонаив — 22 апреля 1961, Мол-Сен-Николас) — гаитянский писатель-прозаик, политик-коммунист.

## Биография
Родился в образованной семье писателя, историка и дипломата Стефена Алексиса. Начальное образование получил частной католической школе в Париже (Коллеж Станислава). Получил степень бакалавра на медицинском факультете университета Гаити в Порт-о-Пренс. Путешествовал по Европе, несколько лет жил на Кубе. В возрасте 18 лет написал своё первое эссе о творчестве гаитянского поэта Гамильтона Гароты. Сотрудничал с рядом литературных журналов.
В 1959 году он основал Партию народного единения (Parti pour l'Entente Populaire-PEP), придерживающуюся левых идей, но был вынужден покинуть страну из-за преследований со стороны режима Дювалье. В августе 1960 года принял участие в Московском совещании представителей коммунистических и рабочих партий стран мира, в апреле 1961 года вернулся на Гаити, но уже в аэропорту был схвачен агентами правительства Франсуа Дювалье, которые отвезли его на главную площадь города Мол-Сен-Николас, подвергли пыткам, а затем увезли в неизвестном направлении; позже правительство Гаити официально подтвердило его смерть.
Наиболее известные романы: Compère Général Soleil (1955), Les Arbres Musiciens (1957), and L'Espace d'un Cillement (1959), and for his collection of short stories, Romancero aux Etoiles (1960).

## Публикации на русском языке
- Добрый генерал Солнце. М.: Изд-во иностранной литературы, 1960
- Деревья-музыканты. М.: Художественная литература, 1964